# Uśmiech losu (komedia)
Uśmiech losu – komedia Włodzimierza Perzyńskiego w czterech aktach. Prapremiera odbyła się 17 grudnia 1926.

## Treść
Akcja utworu rozgrywa się w Warszawie. Główny bohater Witold Siewski rozważa samobójstwo z powodu problemów finansowych. Jego los nieoczekiwanie odwraca się, gdy spotyka znajomego, który proponuje mu układ: dostanie sowitą zapłatę za złożenie fałszywych zeznań podczas jego rozprawy rozwodowej. Witold Siewski przyjmuje pieniądze. Sprawa się komplikuje, kiedy poznaje żonę znajomego.

## Inscenizacje (wybór)[1]
- Teatr Reduta w Wilnie (1927, reż. Stanisława Perzanowska)
- Teatr Polski w Poznaniu (1927, reż Nuna Młodziejowska-Szczurkiewiczowa)
- Teatr Miejski w Bydgoszczy (1927, reż. Artur Kwiatkowski)
- Teatr Miejski w Bydgoszczy (1928, reż. Stefan Jaracz)
- Teatr Polski w Poznaniu (1938, reż. Marian Bogusławski)
- Teatr Ludowy w Warszawie (1960, reż. Janusz Strachocki)

## Spektakle telewizyjne
- Uśmiech losu (1978, reż. Józef Słotwiński)[3]
- Uśmiech losu (1994, reż. Wojciech Nowak)[4]

## Ekranizacja
W 1927 r. powstał film fabularny w reżyserii Ryszarda Ordyńskiego na podstawie komedii Uśmiech losu. Film nie zachował się.